# 1388
1388. је била проста година.

## Догађаји
- 27. август — У бици код Билеће босанска војска под командом Влатка Вуковића је поразила османску војску.
- Милица Хребељановић је подигла Манастир Љубостиња.